# Sus, în aer
Sus, în aer (titlu original: Up in the Air) este un film american, dramatic-comic din 2009 regizat de Jason Reitman și co-scris de Reitman și Sheldon Turner pe baza unui roman omonim din 2001 scris de Walter Kirn. Rolurile principale au fost interpretate de actorii George Clooney, Vera Farmiga, Anna Kendrick și Danny McBride.

## Distribuție
- George Clooney - Ryan Bingham, "un suav, om de afaceri îmbrăcat  elegant"[15][16]
- Anna Kendrick - Natalie Keener, o femeie ambițioasă de 23 de ani
- Vera Farmiga - Alex Goran, o femeie de 34 de ani care călătorește constant în scop de afaceri[16]
- Jason Bateman -  Craig Gregory, proprietar al Career Transition Counseling
- Amy Morton - Kara Bingham, sora mai mare a lui Ryan
- Melanie Lynskey - Julie Bingham, sora mai mică a lui Ryan
- Danny McBride - Jim Miller, logodnicul Juliei
- Zach Galifianakis - Steve, un angajat concediat
- J. K. Simmons - Bob, un angajat concediat
- Sam Elliott - Maynard Finch,   Pilot șef
- Tamala Jones - Karen Barnes, un angajat concediat
- Adhir Kalyan - un angajat concediat de la IT
- Keri Maletto - un tocilar de la o convenție software[17]

## Producție
Filmările au avut loc mai ales în St. Louis, unele filmări au avut loc la terminalul Berry și McNamara Terminals de la Detroit Metro Airport la sfârșitul lunii februarie 2009 cu filmări scurte în Omaha, în Las Vegas și în Miami, Florida.. Cheltuielile de producție s-au ridicat la 25 de milioane $.

## Primire
A avut încasări de peste 166 milioane $.

### Premii
| Premiu                                     | Data ceremoniei   | Categorie                                                      | Primitori și nominalizați                       | Rezultat     |
| ------------------------------------------ | ----------------- | -------------------------------------------------------------- | ----------------------------------------------- | ------------ |
| Academy Award                              | 7 martie 2010     | Best Picture                                                   | Daniel Dubiecki, Ivan Reitman and Jason Reitman | Nominalizare |
| Academy Award                              | 7 martie 2010     | Best Director                                                  | Jason Reitman                                   | Nominalizare |
| Academy Award                              | 7 martie 2010     | Best Adapted Screenplay                                        | Jason Reitman and Sheldon Turner                | Nominalizare |
| Academy Award                              | 7 martie 2010     | Best Actor                                                     | George Clooney                                  | Nominalizare |
| Academy Award                              | 7 martie 2010     | Best Supporting Actress                                        | Vera Farmiga                                    | Nominalizare |
| Academy Award                              | 7 martie 2010     | Best Supporting Actress                                        | Anna Kendrick                                   | Nominalizare |
| American Cinema Editors                    | 14 februarie 2010 | Best Edited Feature Film                                       | Dana E. Glauberman                              | Nominalizare |
| Art Directors Guild                        | 13 februarie 2010 | Best Production Design For A Contemporary Film                 | Steve Saklad                                    | Nominalizare |
| Austin Film Critics Association            | 15 decembrie 2009 | Best Adapted Screenplay                                        | Jason Reitman and Sheldon Turner                | Câștigat     |
| Austin Film Critics Association            | 15 decembrie 2009 | Best Supporting Actress                                        | Anna Kendrick                                   | Câștigat     |
| Austin Film Festival                       | 29 octombrie 2009 | Out of Competition Audience Award                              | Up in the Air                                   | Câștigat     |
| British Academy Film Awards                | 21 februarie 2010 | Best Film                                                      | Daniel Dubiecki, Ivan Reitman and Jason Reitman | Nominalizare |
| British Academy Film Awards                | 21 februarie 2010 | Best Adapted Screenplay                                        | Jason Reitman and Sheldon Turner                | Câștigat     |
| British Academy Film Awards                | 21 februarie 2010 | Best Actor                                                     | George Clooney                                  | Nominalizare |
| British Academy Film Awards                | 21 februarie 2010 | Best Supporting Actress                                        | Vera Farmiga                                    | Nominalizare |
| British Academy Film Awards                | 21 februarie 2010 | Best Supporting Actress                                        | Anna Kendrick                                   | Nominalizare |
| British Academy Film Awards                | 21 februarie 2010 | Best Editing                                                   | Dana E. Glauberman                              | Nominalizare |
| Broadcast Film Critics                     | 15 ianuarie 2010  | Best Picture                                                   | Up in the Air                                   | Nominalizare |
| Broadcast Film Critics                     | 15 ianuarie 2010  | Best Director                                                  | Jason Reitman                                   | Nominalizare |
| Broadcast Film Critics                     | 15 ianuarie 2010  | Best Adapted Screenplay                                        | Jason Reitman and Sheldon Turner                | Câștigat     |
| Broadcast Film Critics                     | 15 ianuarie 2010  | Best Actor                                                     | George Clooney                                  | Nominalizare |
| Broadcast Film Critics                     | 15 ianuarie 2010  | Best Supporting Actress                                        | Vera Farmiga                                    | Nominalizare |
| Broadcast Film Critics                     | 15 ianuarie 2010  | Best Supporting Actress                                        | Anna Kendrick                                   | Nominalizare |
| Broadcast Film Critics                     | 15 ianuarie 2010  | Best Acting Ensemble                                           | Up in the Air                                   | Nominalizare |
| Broadcast Film Critics                     | 15 ianuarie 2010  | Best Editor                                                    | Dana E. Glauberman                              | Nominalizare |
| Chicago Film Critics Association           | 21 decembrie 2009 | Best Picture                                                   | Up in the Air                                   | Nominalizare |
| Chicago Film Critics Association           | 21 decembrie 2009 | Best Director                                                  | Jason Reitman                                   | Nominalizare |
| Chicago Film Critics Association           | 21 decembrie 2009 | Best Adapted Screenplay                                        | Jason Reitman and Sheldon Turner                | Câștigat     |
| Chicago Film Critics Association           | 21 decembrie 2009 | Best Actor                                                     | George Clooney                                  | Nominalizare |
| Chicago Film Critics Association           | 21 decembrie 2009 | Best Supporting Actress                                        | Vera Farmiga                                    | Nominalizare |
| Chicago Film Critics Association           | 21 decembrie 2009 | Best Supporting Actress                                        | Anna Kendrick                                   | Nominalizare |
| Costume Designers Guild                    | 25 februarie 2010 | Best Costume Design – Contemporary Film                        | Danny Glicker                                   | Nominalizare |
| Dallas-Fort Worth Film Critics Association | 16 decembrie 2009 | Best Picture                                                   | Up in the Air                                   | Câștigat     |
| Dallas-Fort Worth Film Critics Association | 16 decembrie 2009 | Best Director                                                  | Jason Reitman                                   | Câștigat     |
| Dallas-Fort Worth Film Critics Association | 16 decembrie 2009 | Best Screenplay                                                | Jason Reitman and Sheldon Turner                | Câștigat     |
| Dallas-Fort Worth Film Critics Association | 16 decembrie 2009 | Best Actor                                                     | George Clooney                                  | Câștigat     |
| Dallas-Fort Worth Film Critics Association | 16 decembrie 2009 | Best Supporting Actress                                        | Vera Farmiga                                    | Nominalizare |
| Dallas-Fort Worth Film Critics Association | 16 decembrie 2009 | Best Supporting Actress                                        | Anna Kendrick                                   | Nominalizare |
| Detroit Film Critics Society               | 11 decembrie 2009 | Best Film                                                      | Up in the Air                                   | Nominalizare |
| Detroit Film Critics Society               | 11 decembrie 2009 | Best Director                                                  | Jason Reitman                                   | Nominalizare |
| Detroit Film Critics Society               | 11 decembrie 2009 | Best Actor                                                     | George Clooney                                  | Nominalizare |
| Detroit Film Critics Society               | 11 decembrie 2009 | Best Supporting Actress                                        | Vera Farmiga                                    | Nominalizare |
| Detroit Film Critics Society               | 11 decembrie 2009 | Best Supporting Actress                                        | Anna Kendrick                                   | Nominalizare |
| Detroit Film Critics Society               | 11 decembrie 2009 | Breakthrough Performance                                       | Anna Kendrick                                   | Nominalizare |
| Directors Guild of America Awards          | 30 ianuarie 2010  | Outstanding Directorial Achievement in Motion Pictures         | Jason Reitman                                   | Nominalizare |
| Empire Awards                              | 28 martie 2010    | Best Comedy                                                    | Up in the Air                                   | Nominalizare |
| Empire Awards                              | 28 martie 2010    | Best Newcomer                                                  | Anna Kendrick                                   | Nominalizare |
| Florida Film Critics Circle                | 21 decembrie 2009 | Best Film                                                      | Up in the Air                                   | Câștigat     |
| Florida Film Critics Circle                | 21 decembrie 2009 | Best Director                                                  | Jason Reitman                                   | Câștigat     |
| Florida Film Critics Circle                | 21 decembrie 2009 | Best Actor                                                     | George Clooney                                  | Câștigat     |
| Golden Globe Awards                        | 17 ianuarie 2010  | Best Drama Film                                                | Up in the Air                                   | Nominalizare |
| Golden Globe Awards                        | 17 ianuarie 2010  | Best Director                                                  | Jason Reitman                                   | Nominalizare |
| Golden Globe Awards                        | 17 ianuarie 2010  | Best Screenplay                                                | Jason Reitman and Sheldon Turner                | Câștigat     |
| Golden Globe Awards                        | 17 ianuarie 2010  | Best Actor                                                     | George Clooney                                  | Nominalizare |
| Golden Globe Awards                        | 17 ianuarie 2010  | Best Supporting Actress                                        | Vera Farmiga                                    | Nominalizare |
| Golden Globe Awards                        | 17 ianuarie 2010  | Best Supporting Actress                                        | Anna Kendrick                                   | Nominalizare |
| Houston Film Critics Society               | 19 decembrie 2009 | Best Picture                                                   | Up in the Air                                   | Nominalizare |
| Houston Film Critics Society               | 19 decembrie 2009 | Best Director                                                  | Jason Reitman                                   | Nominalizare |
| Houston Film Critics Society               | 19 decembrie 2009 | Best Screenplay                                                | Jason Reitman and Sheldon Turner                | Câștigat     |
| Houston Film Critics Society               | 19 decembrie 2009 | Best Actor                                                     | George Clooney                                  | Câștigat     |
| Houston Film Critics Society               | 19 decembrie 2009 | Best Supporting Actress                                        | Vera Farmiga                                    | Nominalizare |
| Houston Film Critics Society               | 19 decembrie 2009 | Best Supporting Actress                                        | Anna Kendrick                                   | Câștigat     |
| Irish Film and Television Awards           | 20 februarie 2010 | Best International Actress                                     | Anna Kendrick                                   | Câștigat     |
| London Film Critics' Circle                | 18 februarie 2010 | Film of the Year                                               | Up in the Air                                   | Nominalizare |
| London Film Critics' Circle                | 18 februarie 2010 | Director of the Year                                           | Jason Reitman                                   | Nominalizare |
| London Film Critics' Circle                | 18 februarie 2010 | Actor of the Year                                              | George Clooney                                  | Nominalizare |
| London Film Critics' Circle                | 18 februarie 2010 | Actress of the Year                                            | Vera Farmiga                                    | Nominalizare |
| Los Angeles Film Critics Association       | 14 decembrie 2009 | Best Film                                                      | Up in the Air                                   | Nominalizare |
| Los Angeles Film Critics Association       | 14 decembrie 2009 | Best Screenplay                                                | Jason Reitman and Sheldon Turner                | Câștigat     |
| Los Angeles Film Critics Association       | 14 decembrie 2009 | Best Supporting Actress                                        | Anna Kendrick                                   | Nominalizare |
| MTV Movie Awards                           | 6 iunie 2010      | Best Breakthrough Performance                                  | Anna Kendrick                                   | Câștigat     |
| National Board of Review                   | 12 ianuarie 2010  | Best Film                                                      | Up in the Air                                   | Câștigat     |
| National Board of Review                   | 12 ianuarie 2010  | Best Adapted Screenplay                                        | Jason Reitman and Sheldon Turner                | Câștigat     |
| National Board of Review                   | 12 ianuarie 2010  | Best Actor                                                     | George Clooney                                  | Câștigat     |
| National Board of Review                   | 12 ianuarie 2010  | Best Supporting Actress                                        | Anna Kendrick                                   | Câștigat     |
| New York Film Critics                      | 14 decembrie 2009 | Best Film                                                      | Up in the Air                                   | Nominalizare |
| New York Film Critics                      | 14 decembrie 2009 | Best Screenplay                                                | Jason Reitman and Sheldon Turner                | Nominalizare |
| New York Film Critics                      | 14 decembrie 2009 | Best Actor                                                     | George Clooney                                  | Câștigat     |
| New York Film Critics                      | 14 decembrie 2009 | Best Supporting Actress                                        | Vera Farmiga                                    | Nominalizare |
| New York Film Critics                      | 14 decembrie 2009 | Best Supporting Actress                                        | Anna Kendrick                                   | Nominalizare |
| Palm Springs International Film Festival   | 7 ianuarie 2010   | Director of the Year                                           | Jason Reitman                                   | Câștigat     |
| Palm Springs International Film Festival   | 7 ianuarie 2010   | Rising Star Award                                              | Anna Kendrick                                   | Câștigat     |
| Producers Guild of America Awards          | 24 ianuarie 2010  | Theatrical Motion Picture                                      | Daniel Dubiecki, Ivan Reitman and Jason Reitman | Nominalizare |
| Satellite Awards                           | 20 decembrie 2009 | Best Musical or Comedy Film                                    | Up in the Air                                   | Nominalizare |
| Satellite Awards                           | 20 decembrie 2009 | Best Adapted Screenplay                                        | Jason Reitman and Sheldon Turner                | Nominalizare |
| Satellite Awards                           | 20 decembrie 2009 | Best Original Score                                            | Rolfe Kent                                      | Câștigat     |
| Satellite Awards                           | 20 decembrie 2009 | Best Actor                                                     | George Clooney                                  | Nominalizare |
| Satellite Awards                           | 20 decembrie 2009 | Best Supporting Actress                                        | Anna Kendrick                                   | Nominalizare |
| Screen Actors Guild Awards                 | 23 ianuarie 2010  | Outstanding Performance by a Male Actor in a Leading Role      | George Clooney                                  | Nominalizare |
| Screen Actors Guild Awards                 | 23 ianuarie 2010  | Outstanding Performance by a Female Actor in a Supporting Role | Vera Farmiga                                    | Nominalizare |
| Screen Actors Guild Awards                 | 23 ianuarie 2010  | Outstanding Performance by a Female Actor in a Supporting Role | Anna Kendrick                                   | Nominalizare |
| St. Louis Gateway Film Critics Association | 21 decembrie 2009 | Best Film                                                      | Up in the Air                                   | Câștigat     |
| St. Louis Gateway Film Critics Association | 21 decembrie 2009 | Best Director                                                  | Jason Reitman                                   | Nominalizare |
| St. Louis Gateway Film Critics Association | 21 decembrie 2009 | Best Screenplay                                                | Jason Reitman and Sheldon Turner                | Nominalizare |
| St. Louis Gateway Film Critics Association | 21 decembrie 2009 | Best Actor                                                     | George Clooney                                  | Câștigat     |
| St. Louis Gateway Film Critics Association | 21 decembrie 2009 | Best Supporting Actress                                        | Vera Farmiga                                    | Nominalizare |
| St. Louis Gateway Film Critics Association | 21 decembrie 2009 | Best Supporting Actress                                        | Anna Kendrick                                   | Nominalizare |
| Toronto Film Critics Association           | 16 decembrie 2009 | Best Adapted Screenplay                                        | Jason Reitman and Sheldon Turner                | Câștigat     |
| Toronto Film Critics Association           | 16 decembrie 2009 | Best Actor                                                     | George Clooney                                  | Nominalizare |
| Toronto Film Critics Association           | 16 decembrie 2009 | Best Supporting Actress                                        | Vera Farmiga                                    | Nominalizare |
| Toronto Film Critics Association           | 16 decembrie 2009 | Best Supporting Actress                                        | Anna Kendrick                                   | Câștigat     |
| USC Scripter Award                         | 6 februarie 2010  | Best Script                                                    | Jason Reitman, Sheldon Turner and Walter Kirn   | Câștigat     |
| Vancouver Film Critics Circle              | 13 ianuarie 2010  | Best Film                                                      | Up in the Air                                   | Câștigat     |
| Vancouver Film Critics Circle              | 13 ianuarie 2010  | Best Director                                                  | Jason Reitman                                   | Nominalizare |
| Vancouver Film Critics Circle              | 13 ianuarie 2010  | Best Screenplay                                                | Jason Reitman and Sheldon Turner                | Câștigat     |
| Vancouver Film Critics Circle              | 13 ianuarie 2010  | Best Actor                                                     | George Clooney                                  | Nominalizare |
| Vancouver Film Critics Circle              | 13 ianuarie 2010  | Best Supporting Actress                                        | Vera Farmiga                                    | Câștigat     |
| Vancouver Film Critics Circle              | 13 ianuarie 2010  | Best Supporting Actress                                        | Anna Kendrick                                   | Nominalizare |
| Washington D.C. Area Film Critics          | 7 decembrie 2009  | Best Film                                                      | Up in the Air                                   | Câștigat     |
| Washington D.C. Area Film Critics          | 7 decembrie 2009  | Best Adapted Screenplay                                        | Jason Reitman and Sheldon Turner                | Câștigat     |
| Washington D.C. Area Film Critics          | 7 decembrie 2009  | Best Director                                                  | Jason Reitman                                   | Nominalizare |
| Washington D.C. Area Film Critics          | 7 decembrie 2009  | Best Actor                                                     | George Clooney                                  | Câștigat     |
| Washington D.C. Area Film Critics          | 7 decembrie 2009  | Best Supporting Actress                                        | Vera Farmiga                                    | Nominalizare |
| Washington D.C. Area Film Critics          | 7 decembrie 2009  | Best Supporting Actress                                        | Anna Kendrick                                   | Nominalizare |
| Washington D.C. Area Film Critics          | 7 decembrie 2009  | Best Breakthrough Performance                                  | Anna Kendrick                                   | Nominalizare |
| Washington D.C. Area Film Critics          | 7 decembrie 2009  | Best Ensemble                                                  | Up in the Air                                   | Nominalizare |
| Writers Guild of America Award             | 20 februarie 2010 | Best Adapted Screenplay                                        | Jason Reitman and Sheldon Turner                | Câștigat     |